# برزخ الأسنان
برزخ الأسنان أو ما يُعرف باسم برزخ القناة (بالإنجليزية:canal isthmus)، هو اتصال ضيق على شكل شريط بين قناتين جذريتين أو أكثر، يختلف حدوث برزخ القناة باختلاف نوع السن ويبدو أيضًا أنه مرتبط بالعمر، تم تصنيف أنواع برزخ الأسنان لأول مرة عن طريق "شو و كيم"

## تصنيف "شو وكيم"
قام "شو وكيم"، بتصنيف برزخ الأسنان إلى خمسة أنواع:
- النوع الأول: قناتان أو ثلاث قنوات بدون اتصال ملحوظ. (برزخ غير مكتمل).
- النوع الثاني: قناتين يقومان بإظهار اتصال ملحوظ.
- النوع اللثالث: ثلاث قنوات يظهرون إتصالاً ملحوظاً.
- النوع الرابع: قنوات تظهر اتصال ملحوظ مع امتداد القناة الى منطقة البرزخ.
- النوع الخامس: اتصال حقيقي بين القنوات.